# Јерисхо
Јерисхо (њем. Jerrishoe) општина је у њемачкој савезној држави Шлезвиг-Холштајн. Једно је од 134 општинска средишта округа Шлезвиг-Фленсбург. Према процјени из 2010. у општини је живјело 997 становника. Посједује регионалну шифру (AGS) 1059131.

## Географски и демографски подаци
Јерисхо се налази у савезној држави Шлезвиг-Холштајн у округу Шлезвиг-Фленсбург. Општина се налази на надморској висини од 20 метара. Површина општине износи 16,0 km². У самом мјесту је, према процјени из 2010. године, живјело 997 становника. Просјечна густина становништва износи 62 становника/km².